# 北見志保子
北見 志保子（きたみ しほこ、1885年〈明治18年〉 - 1955年〈昭和30年〉5月4日）は日本の女性歌人、作詞者。本名、川島 朝野。歌人の橋田東聲は元夫。
『平城山』の作詞などで知られる。

## 来歴
1885年（明治18年）、川島享一郎の長女として幡多郡宿毛町土居下に生まれる。父の享一郎は自由民権運動に奔走する中で客死したため、もとよりあまり豊かでなく、6人の子供を抱えていた川島家は経済的に苦しい状況にあった。志保子は後年になって母への感謝を詠っている。裁縫教員養成所を卒業すると北見は宿毛尋常高等小学校（現在の宿毛市立宿毛小学校）で教壇に立つが、1906年（明治39年）に同校を辞して上京する。
上京後の1913年（大正2年）橋田東聲と結婚、橋田あさ子またはゆみゑの名で夫東聲の主宰する珊瑚礁や覇王樹に歌作を投稿する。しかし東聲との結婚生活は順調ではなく、東聲の弟子であった浜忠次郎と惹かれあうようになる。志保子は忠次郎より12歳年上であったため、浜家は忠次郎をフランスに留学させ、二人の仲を断ち切ろうとした。後に『平城山』となった歌はこのころ読まれたという説と、1934年（昭和9年）の作である説がある。2人は1922年（大正11年）7月に別居、11月に離婚した。離婚後は奈良に寄寓したが、関東大震災を機に再度東京に戻り1924年（大正13年）の末に浜忠次郎と結婚した。
1925年（大正14年）、水町京子、川上小夜子、長岡とみ子と共に歌誌『草の実』を創刊、同時期より北見志保子の筆名を使用する。また、このころ徳田秋声に師事し、山川朱美の名で小説も執筆した。1935年（昭和30年）に『磐之媛皇后御陵』8首のうち2首が平井康三郎の作曲で『平城山』となり大ヒットする。
1935年（昭和10年）に北原白秋が『多磨』を創刊するとその同人となる。1939年（昭和14年）に多磨を離れている。1937年（昭和12年）には川上小夜子と共に歌誌『月光』（戦時中に解散の命により消滅、戦後『短歌季刊』となる）を、1946年（昭和21年）には筏井嘉一と共に歌誌『定型律』を創刊している。1949年（昭和24年）、川上小夜子、五島美代子、長沢美津らと流派結社の垣根なく著名女流歌人を網羅した女人短歌会を結成する。1950年（昭和25年）からは慶応大学の聴講生となっている。1952年（昭和27年）には『花宴』を創刊し、後進の育成に努めた。
1955年（昭和30年）5月4日、慶応病院で病没。70歳であった。

## 歌碑
1953年（昭和28年）、かつて教鞭をとった宿毛市立宿毛小学校に歌碑が設置されている。この歌碑の除幕式が北見最後の帰郷であった。

## 作品
- 平城山  - 作曲平井康三郎
- 江戸川区立小岩第三中学校校歌[11]